# لمى (اسم)
لمى هو اسم شخصي عربي مؤنث لها جذور في الشعر العربي. إنها تعني "لون الشمس في وقت الغروب"، ويستخدم غالباً في الشعر للإشارة إلى شفاه المحبوب. وكذلك يعني في الشعر الحسناء او الجميلة وقد يأتي بمعنى شديدة الجمال الاسم قد يشير إلى:
- لمى الشمندي، ممثلة وممثلة صوت سورية